# Ритам (часопис)
Ритам је био часопис који се бавио популарном културом, а пре свега музиком, и који се издавао у Београду.
Први пут се појавио 1989. године, а издавао се у континуитету мењајући издаваче. Месечно је објављиван до 1991. године, а  касније је због проблема са штампом, издаван нередовно до краја његовог излажења 1995. године.
Ритам је на многе начине наследио магазин Џубокс (1977-1982), вероватно зато што су многи индивидуалци који су писали у Џубоксу прешли да раде у овом часопису.
2004. године, онлајн магазин Попбокс, почео је да објављује дигиталну архиву часописа Ритам.